# Anholt (Dinamarca)
Anholt és una illa de Dinamarca situada a l'estret de Kattegat, a mig camí entre Jutlàndia i Suècia, a l'entrada del Mar Bàltic. El gener de 2010 tenia 171 habitants. Anholt ocupa una superfície de 21,75 km². Anholt forma part del municipi de Norddjurs a la regió Midtjylland.

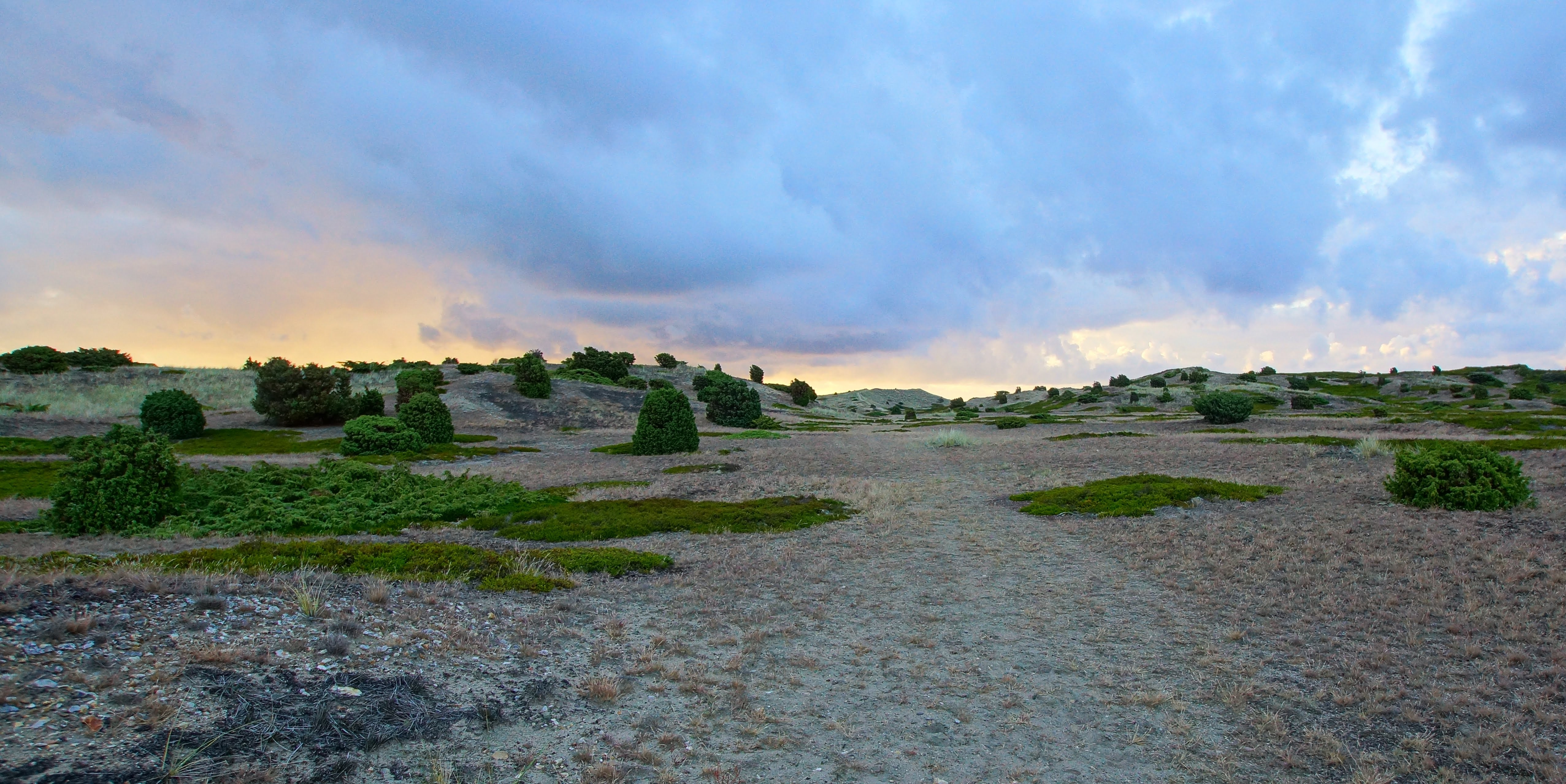
Vegetació esclarissada a Anholt, Ørkenen.

La part est, anomenada "Ørkenen" - el Desert - no té arbres; el govern ha protegit aquesta zona i no hi permet construir. Aquest desert, en realitat un bruguerar esclarissat, mai ha estat llaurat i per això conserva la topografia de quan es va acabar la darrera glaciació,fa uns 10.000 anys.
Anholt té dues poblacions, el port i la vila d'Anholt.

## Turisme
Unes 60.000 persones visiten Anholt cada any.

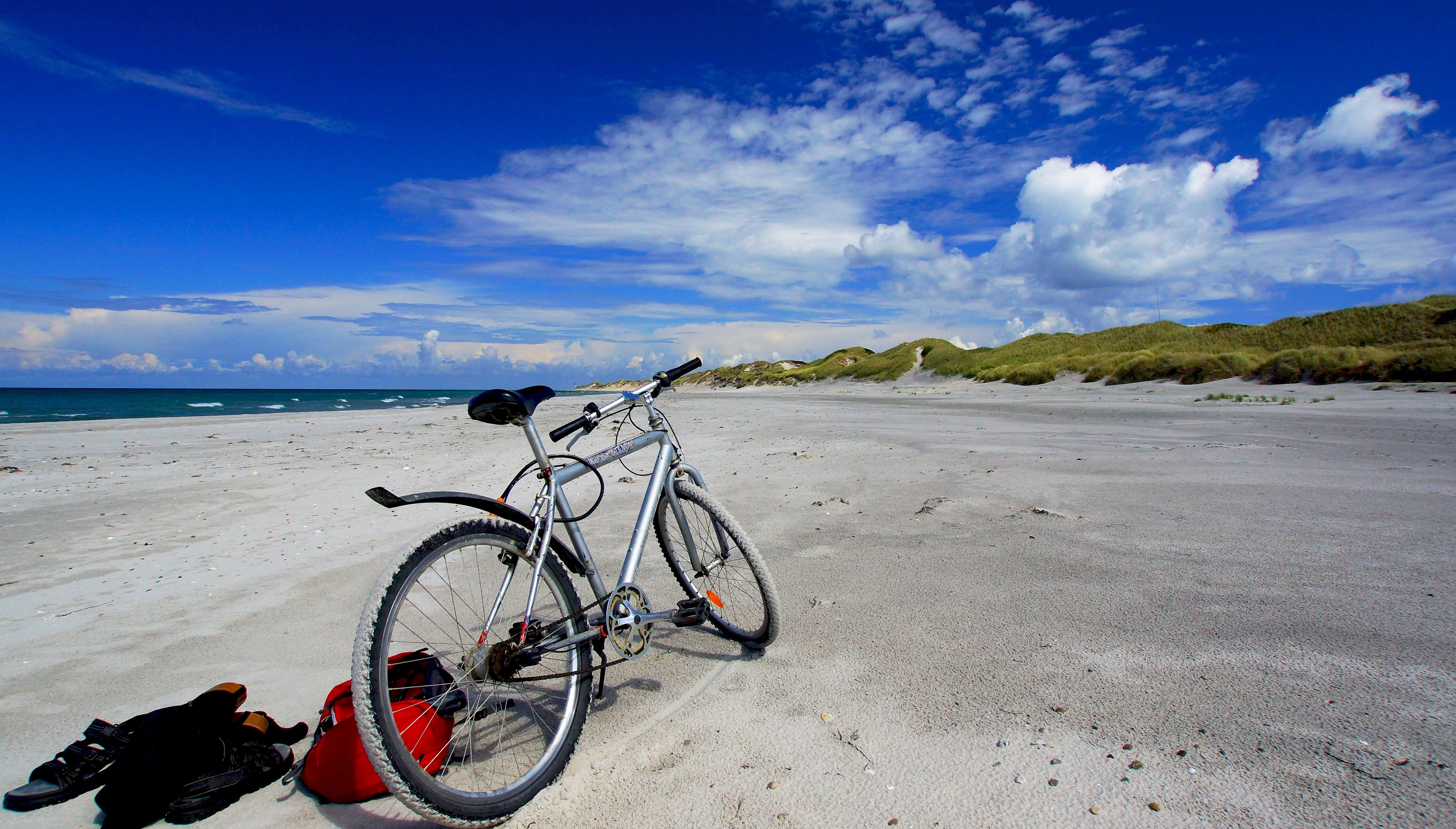
Anholt Nordstrand.

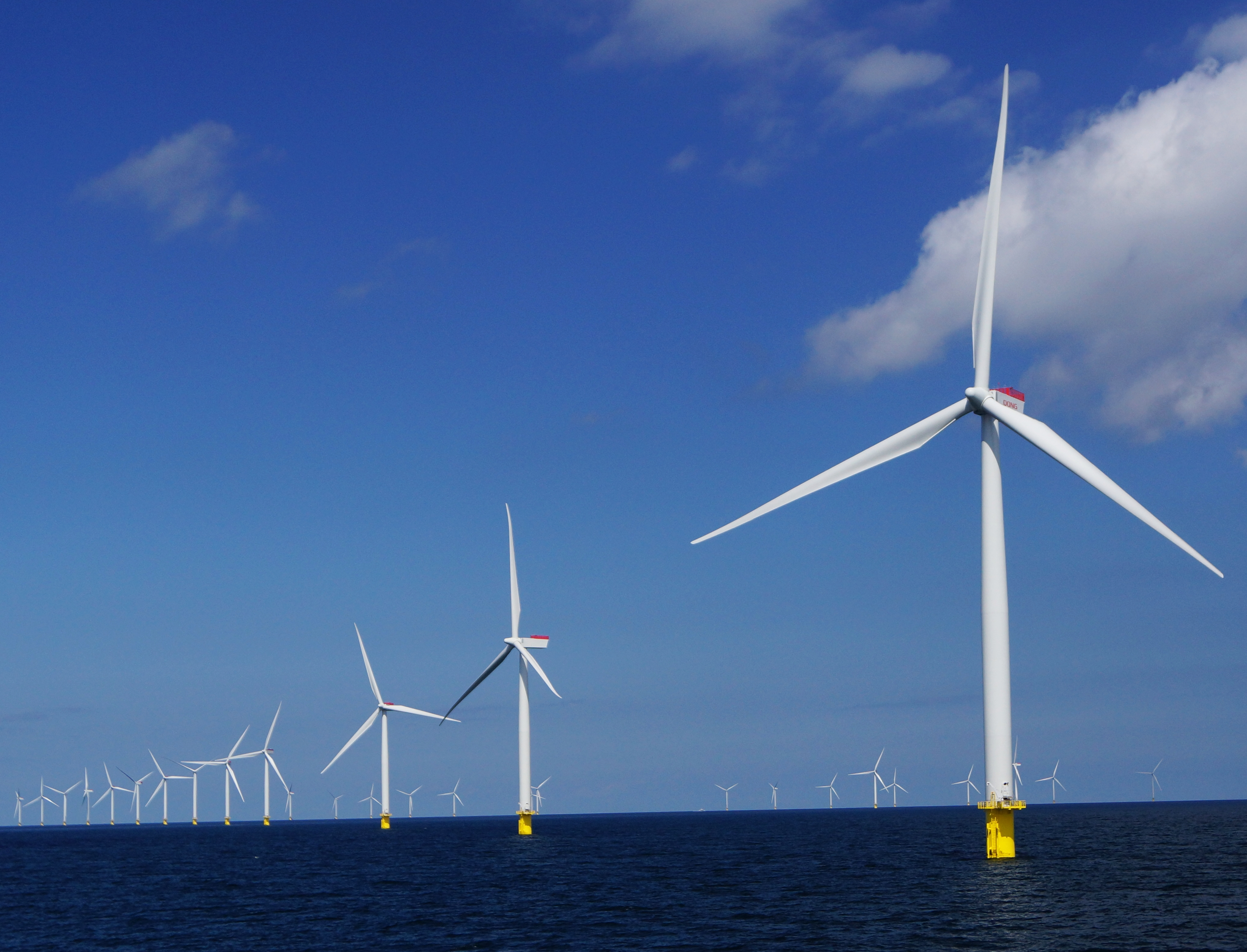
Granja eòlica d'Anholt- Turbines de 110, 4.5 MW.

## Història
Anholt ha estat poblada des de la darrera glaciació i s'ha trobat artefactes de sílex, posteriorment va estar ocupada per vikings.
El registre de terres del rei Valdemar II de Dinamarca evidencia que aquest rei hi tenia una casa a Sønderbjerg, el punt més alt de l'illa. Aquesta illa va romandre danesa quan Dinamarca cedí Halland a Suècia el 1645.

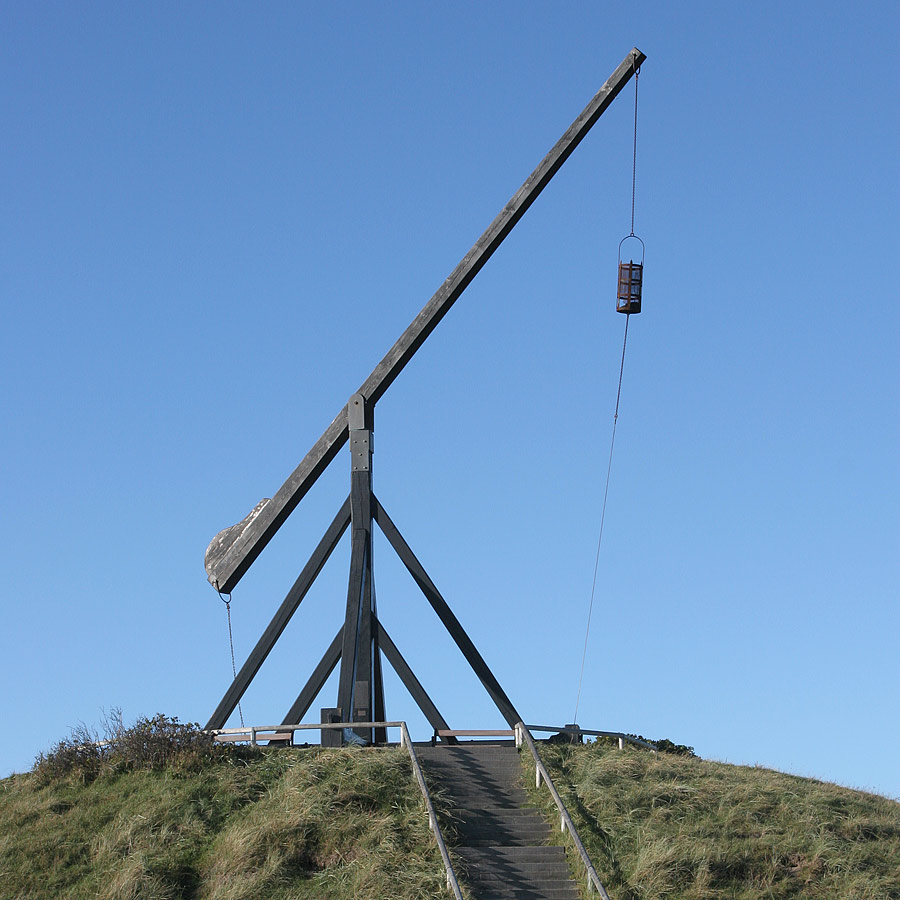
Far a Skagen